# سلول سوختی آلکالاین

نمودار سلول سوختی آلکالاین. ۱: هیدروژن ۲:شارش الکترون ۳:بارگذاری ۴:اکسیژن ۵:کاتد ۶:الکترولیت ۷:آند ۸:آب ۹:یون‌های هیدروکسید

سلول سوختی آلکالاین (انگلیسی: Alkaline fuel cell) که به نام مخترعش، فرانسیس بیکن، سلول سوختی بیکن ینز نامیده می‌شود، یکی از پیشرفته‌ترین تکنولوژی‌های سلول‌های سوختی است. ناسا در اوایل دهه ۶۰ اقدام به استفاده از این سلول‌های سوختی در سری ماموریت‌های آپولو و نیز شاتل‌های فضایی نموده‌است. سلول سوختی آلکالاین با مصرف کردن هیدروژن و اکسیژن خالص تولید آب قابل شُرب، گرما و الکتریسیته می‌کند. این نوع سلول‌های از پربازده‌ترین انواع سلول‌های سوختی هستند که گاهی توانایی رسیدن به میزان ۷۰٪ را نیز دارند.

## ساختار شیمیایی
این سلول سوختی از طریق یک واکنش اُکسایش کاهش بین هیدروژن و اکسیژن تولید قدرت می‌کند.. در آند، واکنش اکسید شدن هیدروژن به صورت زیر است:
{\displaystyle \mathrm {2H} _{2}+\mathrm {4OH} ^{-}\longrightarrow \mathrm {4H} _{2}\mathrm {O} +\mathrm {4e} ^{-}}
این واکنش به تولید آب و آزاد شدن دو الکترون منجر می‌شود. این الکترون‌های آزاد، سپس در یک مدار خارجی قرار گرفته و به کاتد بازمی‌گردند تا در آنجا مطابق واکنش زیر اکسیژن تولید کنند:
{\displaystyle \mathrm {O} _{2}+\mathrm {2H} _{2}\mathrm {O} +\mathrm {4e} ^{-}\longrightarrow \mathrm {4OH} ^{-}}
یون‌های هیدروکسید نیز از محصولات واکنش بالا هستند. در انجام این دو واکنش به‌طور خالص برای تولید یک مولکول آب، یک اتم اکسیژن و و دو اتم هیدروژن مصرف می‌شوند. گرما و الکتریسیته نیز به عنوان فراورده‌های این فرایند آزاد می‌شوند.

## الکترولیت
دو الکترود توسط ماده‌ای متخلخل که با یک محلول آلکالاین مایع نظیر پتاسیم هیدروکسید (KOH) اشباع شده‌است، از هم جدا شده‌اند. محلول مایع آلکلالاین، دی‌اکسید کربن(CO2) را حل می‌کند؛ بنابراین سلول سوختی ممکن است طی فرایند تبدیل KOH به پتاسیم کربنات (K2CO3) اصطلاحاً «مسموم» بشود. به همین دلیل در سلول‌های سوختی آلکالاین از اکسیژن خالص یا هوای خالص استفاده می‌شود تا کربن دی‌اکسید موجود تا جای ممکن زدوده شود.
به دلیل قطعات و لوازمی که برای تولید و نگهداری اکسیژن نیاز است، سلول‌های سوختی اکسیژن خالص عموماً قیمت بالایی دارد. در حال حاضر کمپانی‌های کمی به توسعه فعال این تکنولوژی می‌پردازند.
البته اکنون برخی از محققان به بحث در خصوص دایمی یا قابل بازگشت بودن مسمومیت مشغول هستند. سازوکار اصلی مسمومیت، مسدود شدن غیرقابل بازگشت حفره‌های کاتد توسط K2CO3 و نیز کاهش رسانش یونی الکترولیت است که البته با بازگرداندن KOH به غلظت اصلیش قابل بازگشت است. روش دیگر، جایگزین کردن KOH است که سلول را به حالت خروجی اولیه اش بازمی‌گرداند.
وقتی دی‌اکسید کربن با الکترولیت‌ها واکنش می‌دهد، کربنات‌ها تولید می‌شوند. کربنات‌ها می‌توانند روی حفره‌های الکترود رسوب کنند که در نهایت منجر به مسدود شدن آن‌ها می‌شود. تحقیقات نشان داده‌است که سلول‌های سوختی آلکالاین اگر در دمای بالا کار کنند، کاهشی در عملکرد از خود نشان نمی‌دهند؛ این در حالیست که کار کردن در دمای اتاق کاهش شدید عملکرد را برای این سلول‌ها دربردارد.
مسمومیت ایجاد شده به وسیله کربنات‌ها در دمای اتاق، عموماً به خاطر انحلال پذیری کم K2CO3 در دمای اتاق می‌باشد که به رسوب کردن K2CO3 می‌انجامد که دلیل اصلی مسدود شدن حفره‌های الکترودهاست. علاوه بر این، این رسوب به مرور زمان باعث کاهش آب گریزی لایه زیری الکترود می‌شود که به تضعیف ساختار و شارش الکترودی می‌انجامد.
{\displaystyle \mathrm {CO} _{2}+\mathrm {2KOH} \longrightarrow \mathrm {K} _{2}\mathrm {CO} _{3}+\mathrm {H} _{2}\mathrm {CO} _{3}}

علاوه بر این یون‌های هیدروکسیل منتقل کننده بار در الکترولیت می‌توانند با دی‌اکسید کربن ناشی از سوختن سوخت‌های ارگانیک (نظیر متانول و فرمیک اسید) و نیز هوا واکنش دهد و انواع ترکیب‌های کربناتی را تولید کنند.
{\displaystyle \mathrm {2OH} ^{-}+\mathrm {CO} _{2}\longrightarrow \mathrm {CO} _{3}^{2-}+\mathrm {H} _{2}\mathrm {O} }

تشکیل این ترکیبات کربنات دار، الکترولیت را از یون‌های هیدروکسیل خالی می‌کند که به کاهش رسانش الکترولیت و در نتیجه کاهش عملکرد سلول سوختی منجر می‌شود. علاوه بر این اثرات، تغییر فشار بخار و نیز تغییر حجم الکترولیت نیز از دیگر موارد قابل توجه می‌باشد.

## طراحی اولیه
به خاطر اثرات مربوط به مسمومیت که در بالا به آن‌ها اشاره شد، دو نوع عمده سلول‌های سوختی آلکالاین وجود دارد: الکترولیت ایستا (استاتیک) و نوع الکترولیت متحرک.
سلول‌های الکترولیت ایستا، نمونه‌هایی هستند که در سفینه‌های فضایی آپولو و نیز شاتل‌های فضایی به کار می‌روند. این نوع سلول‌ها عموماً از یک جداکننده از جنس پنبه نسوز اشباع شده در پتاسیم هیدروکسید استفاده می‌کنند. تولید آب به وسیله تبخیر از روی آند صورت می‌گیرد. این فرایند به تولید آب خالص می‌انجامد که ممکن است برای استفاده‌های بعدی نگهداری شود. این سلول‌های سوختی عموماً برای دسترسی به بالاترین راندمان و عملکرد از پلاتینیوم به عنوان کاتالیزور استفاده می‌کنند.
از سوی دیگر در سیستم الکترولیت متحرک، از سیستم‌های باز تری بهره می‌برند که به الکترولیت‌ها اجازه می‌دهد بین الکترودها (به صورت موازی) یا درون الکترودها در جهت عرضی (نظیر سلوله‌های سوختی EloFlux) حرکت کنند.
در نوع جریان موازی، آب تولید شده درون الکترولیت نگهداری می‌شود و الکترولیت کهنه می‌تواند در فرایندی مشابه با تعویض روغن یک خودرو با یک الکترولیت نو عوض شود. در سلول‌های جریان موازی، برای ایجاد شارش، به فضای بیشتری نیاز است که همین امر افزایش مقاومت سلول و کاهش توان خروجی در مقایسه با انواع الکترولیت ثابت را دربردارد. چالش بزرگ تکنولوژی سلول‌های آلکالاین، بررسی اثرات انسداد دایمی کاتد توسط K2CO3 است. برخی مقالات چاپ شده که بیانگر انجام تحقیقات گسترده در این زمینه هستند، حاکی از این امرند که برخی از سلول‌های سوختی تولید شده با این طراحی، به سبب استفاده از کاتالیزورهای پلاتینیوم و فلزات نانجیب با انجام هزینه بیشتر، بازدهی بیشتری را به ارمغان می‌آورند.
طراحی EloFlux، که در آن الکترولیت به صورت عرضی شارش می‌کند، دارای محاسنی از جمله هزینه ساخت پایین‌تر و الکترولیت‌های قابل تعویض می‌باشد؛ اما تا به امروز تنها مدل‌هایی از این سلول‌ها معرفی شده‌اند که از اکسیژن استفاده می‌کنند.
الکترودها ساختاری دو لایه دارند: ۱- لایه فعال الکتروکاتالیزی و ۲- لایه آب گریز
لایه فعال از ترکیبی ارگانیک ساخته شده‌است که تابیده و سپس در دمای اتاق پیچیده می‌شود تا تشکیل یک ورق اتصالی خودنگهدار بدهد. ساختار آب گریز نیز از نشت الکترولیت در کانال‌های جریان گاز جلوگیری کرده و گازها را به محل واکنش هدایت می‌کند. این ساختار با پیچیدن لایه متخلخل ارگانیک برای متصل کردن لایه و تشکیل ورق خودنگهدار ساخته می‌شود. پختن، بخش پایانی این فرایند خواهد بود.
از انواع محتلف سلول‌های سوختی آلکالاین می‌توان به سلول‌های سوختی متیل هیدرید و سلول سوختی مستقیم بور هیدرید اشاره کرد.

## ملاحظات اقتصادی
سلول‌های سوختی آلکالاین، ارزان‌ترین سلول‌های سوختی هستند که در حال حاضر می‌توان ساخت. کاتالیزور مورد نیاز برای الکترودها را می‌توان از میان چندین ماده شیمیایی مختلف که در مقایسه با کاتالیزورهای سایر سلول‌های سوختی عموماً ارزان قیمت تر هستد، انتخاب کرد.
همچنین توجیه اقتصادی استفاده از سلول‌های سوختی آلکالاین، به شدت صفحات دوقطبی که اخیراً برای این تکنولوژی در نظر گرفته شده‌است، بستگی خواهد داشت. این صفحات، عملکردی به مراتب بهتر از سلول‌های تک صفحه‌ای کنونی از خود نشان می‌دهند.
نخستین کشتی حمل سوخت دنیا، هایدرا، از یک سیستم سلول سوختی آلکالاین با توان خروجی ۵ کیلووات استفاده می‌نمود.
تکنولوژی جدیدی در زمینه این سلول‌های سوختی مورد بررسی قرار گرفته‌است، تکنولوژی سلول‌های سوختی آلکالاین حالت جامد است که به جای مایع از تعویض غشای آنیون آلکالاینی استفاده می‌کند. این امر مسئله مسمومیت را حل کرده و قابلیت تولید سلول‌هایی با حامل‌هایی غنی تر از هیدروژن هستند را می‌دهد.